# Nu är försoningsdagen
Nu är försoningsdagen är en psalm med text skriven 1925 av Henrik Schager och musiken är skriven av Fabio Campana. Texten bearbetades 1986 av Kerstin Lundin.

## Publicerad i
- Psalmer och Sånger 1987 som nr 510 under rubriken "Kyrkoåret - Fastan"[2]
- Segertoner 1988 som nr 451 under rubriken "Ur kyrkoåret - Jesu lidande och död – fastetiden".[1]